# Кайед, Адам
Адам Хамза Кайед (швед. Adam Hamza Kaied; род. 2 марта 2002) — палестинский и шведский футболист, полузащитник египетского клуба «Замалек» и сборной Палестины.

## Клубная карьера
В структуру «Хельсингборга» попал, когда ему было десять лет. Прошёл в клубе весь путь от детской команды до взрослой. С 2021 года стал привлекаться к тренировкам с основой. Первую игру в её составе провёл 7 марта в рамках группового этапа кубка страны с «Хеккеном», появившись на поле на 81-й минуте вместо Расмуса Йёнссона. В июле того же года подписал с клубом первый профессиональный контракт, срок которого был рассчитан на два с половиной года. По итогам сезона «Хельсингборг» занял третье место в турнирной таблице Суперэттана, а затем в двухматчевом противостоянии оказался сильнее «Хальмстада», в результате чего вернулся в Алльсвенскан. Кайед принял участие в 25 матчах чемпионата, в которых забил два мяча, а также в обеих стыковых встречах. 2 апреля 2022 года дебютировал в чемпионате Швеции в матче с «Хаммарбю». Адам вышел в стартовом составе и на 78-й минуте был заменён на Джозефа Амоако.

## Карьера в сборной
Выступал за юношеские сборные Швеции различных возрастов на международных товарищеских турнирах.

## Клубная статистика
| Выступление      | Выступление      | Выступление      | Лига | Лига | Кубки | Кубки | Разное | Разное | Итого | Итого |
| Клуб             | Лига             | Сезон            | Игры | Голы | Игры  | Голы  | Игры   | Голы   | Игры  | Голы  |
| ---------------- | ---------------- | ---------------- | ---- | ---- | ----- | ----- | ------ | ------ | ----- | ----- |
| Хельсингборг     | Суперэттан       | 2021             | 24   | 5    | 2     | 0     | 2      | 0      | 28    | 5     |
| Хельсингборг     | Алльсвенскан     | 2022             | 12   | 0    | 0     | 0     | 0      | 0      | 12    | 0     |
| Хельсингборг     | Итого            | Итого            | 36   | 5    | 2     | 0     | 2      | 0      | 40    | 5     |
| Стабек           | Первый дивизион  | 2022             | 3    | 0    | 0     | 0     | 0      | 0      | 3     | 0     |
| Стабек           | Итого            | Итого            | 3    | 0    | 0     | 0     | 0      | 0      | 3     | 0     |
| НАК Бреда        | Эрстедивизи      | 2022/23          | 3    | 0    | 1     | 0     | 0      | 0      | 4     | 0     |
| НАК Бреда        | Эрстедивизи      | 2023/24          | 4    | 0    | 0     | 0     | 0      | 0      | 4     | 0     |
| НАК Бреда        | Эредивизи        | 2024/25          | 16   | 1    | 0     | 0     | —      | —      | 16    | 1     |
| НАК Бреда        | Итого            | Итого            | 23   | 1    | 1     | 0     | 0      | 0      | 24    | 1     |
| Всего за карьеру | Всего за карьеру | Всего за карьеру | 62   | 6    | 3     | 0     | 2      | 0      | 67    | 6     |